# DMM.com
DMM.com(일본어: ディーエムエム・ドット・コム)은 일본의 인터넷 통신 판매 및 주문형 비디오 사업 기업이다. 동명의 EC 사이트인〈DMM.com〉홈페이지를 운영하고 있다. 자회사로는 FX마진 거래처인〈DMM.com증권〉이 있다.

## 개요
인터넷 통신 판매 및 주문형 비디오, 비디오 대여 사업을 주력으로 하고 있다. 태양광 발전 사업, 회사 지원 및 복지 활동을 목적으로 하는 옥션 사업, 공영 경기 사업, 온라인 게임 사업, 온라인 영어 회화 서비스(2013년 2월부터), 3D 프린트 서비스 제공(2013년 7월부터) 등의 사업도 펼치고 있다. 또한 그룹 회사를 통해 개인 투자자 대상의 증권 사업도 하고 있다.
비디오 대여 사업에서는 DVD나 음악 CD를 비롯해 의복이나 생활 용품도 취급하고 있다. 동영상 송신 사업에서는 애니메이션 및 만화, 드라마 송신을 하고 있다. 또한 전자책 및 PC 게임 사업에도 진출해 있다.
일반인 대상 콘텐츠는〈dmm.com〉, 성인 콘텐츠(Fanza Games)는〈dmm.co.jp〉로 도메인 단위로 구분하고 있으며 dmm.co.jp에서 취급하는 콘텐츠는 독점 판매인 상품이 많다.
성인 콘텐츠를 취급하는 FANZA(구, DMM.R18, 구 DMM.ADULT)은 일본 최대 규모의 성인 사이트로 전속 AV 여배우를 다수 보유하고 있으며, 성인 비디오 기획 및 제작 사업을 하는 동시에 성인 차트 구성, 중고 속옷 판매 중개 사업을 다루고 있다.

## 같이 보기
- 비디오 대여